# Temporada 2007 de IndyCar Series
La temporada de 2007 de la IndyCar Series comenzó con una carrera nocturna el sábado 24 de marzo en el circuito de Homestead-Miami Speedway. La carrera premier del evento, la 91.ª edición de las 500 Millas de Indianápolis se celebró el 27 de mayo. El final de la temporada se celebró en el Chicagoland Speedway el 9 de septiembre. Dario Franchitti, ganó cuatro carreras durante la temporada, incluida la Indy 500, logró el Campeonato de 2007 de IndyCar Series en la última vuelta de la última carrera, al ganar la carrera después de que el entonces líder en puntos Scott Dixon, se había quedado sin combustible en las vueltas finales con menos de 1/3 de vuelta que faltaba para el final. Al final de la temporada, Danica Patrick fue elegido como la piloto más popular en su tercer año consecutivo.

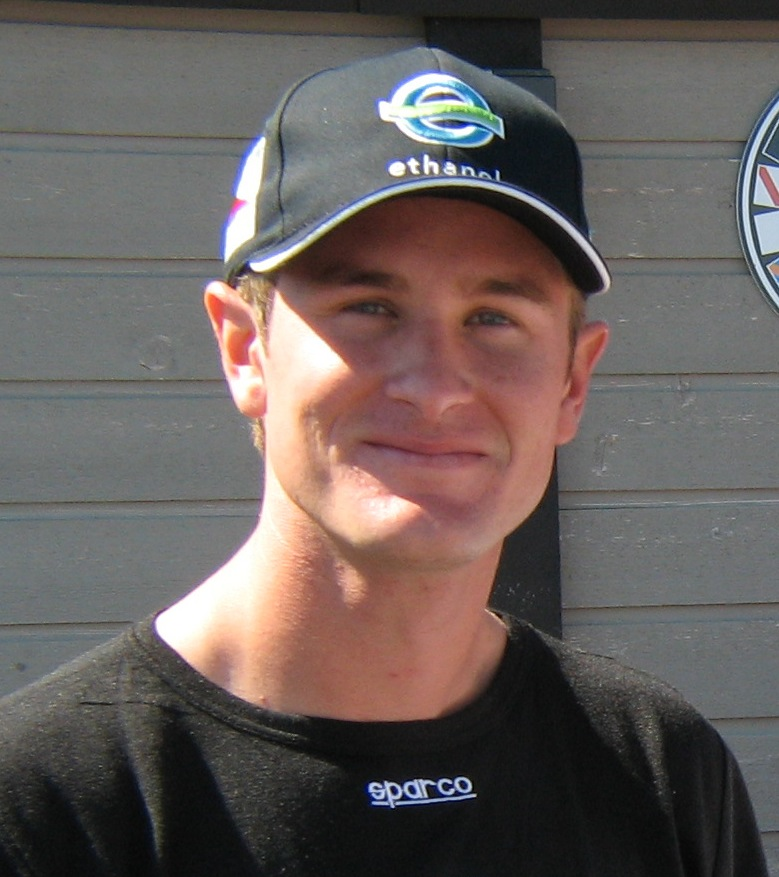
El Novato del Año, Ryan Hunter-Reay.

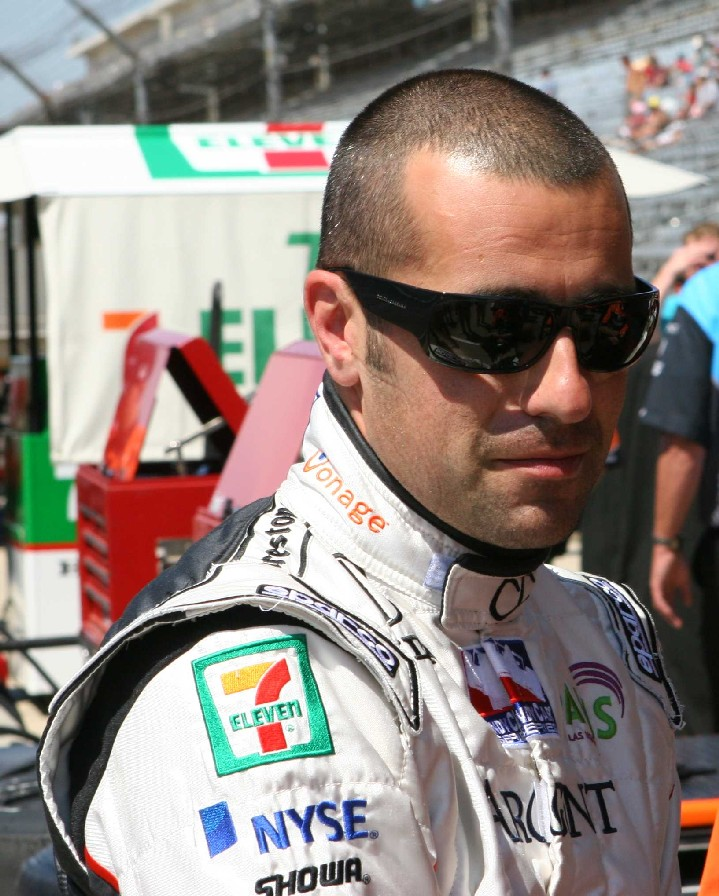
Campeón y ganador de la Indy 500 de 2007, Dario Franchitti, al siguiente año probaría en la Serie NASCAR Sprint Cup de 2008.

El calendario 2007 fue la duodécima temporada de la Serie IndyCar, y temporada 96 en cuanto a carreras del tipo Open-Wheelers de América. También marcó a AJ Foyt como el 50.º aniversario de su participación en carreras de IndyCar.

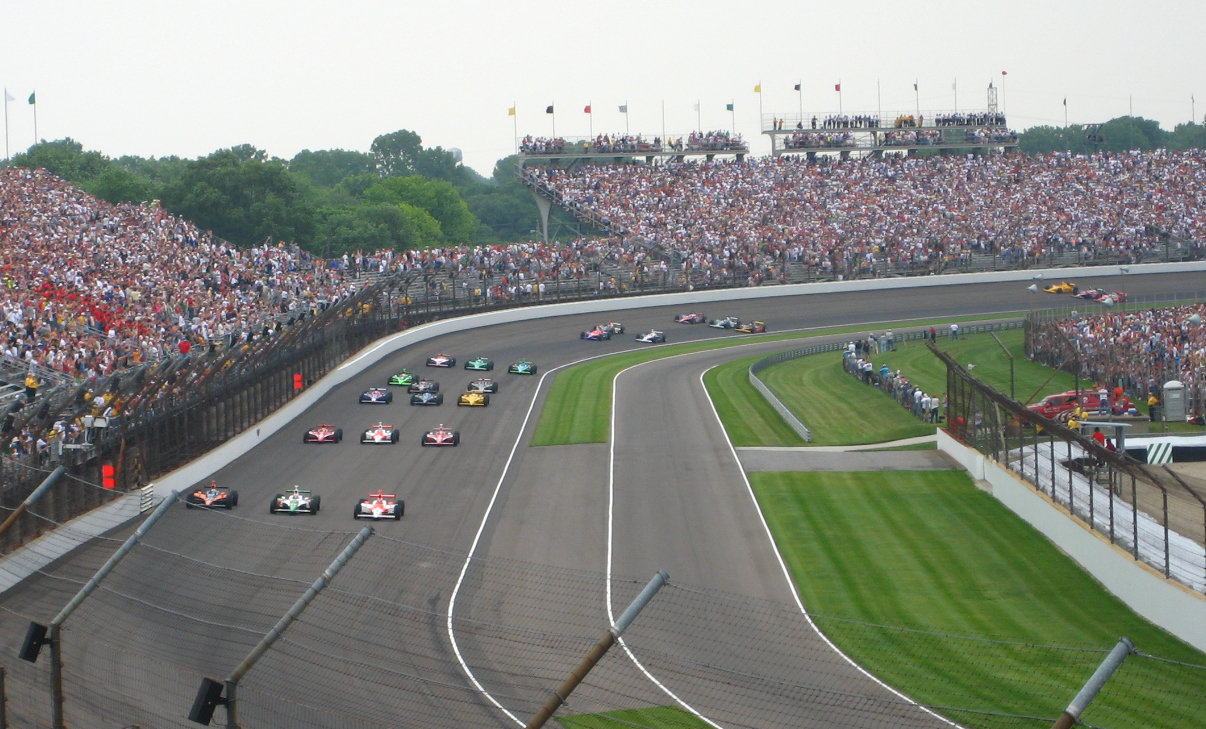
Partida de la Indy 500 de 2007.

## Equipos y pilotos
Todos utilizan motores Honda y neumáticos Firestone.
| Equipo                                           | Chasis  | N.º | Pilotos              | Carreras         |
| ------------------------------------------------ | ------- | --- | -------------------- | ---------------- |
| A. J. Foyt Racing                                | Dallara | 14  | Darren Manning       | Todas            |
| A. J. Foyt Racing                                | Dallara | 50  | Al Unser Jr.         | 5                |
| Andretti Green Racing                            | Dallara | 7   | Danica Patrick       | Todas            |
| Andretti Green Racing                            | Dallara | 11  | Tony Kanaan          | Todas            |
| Andretti Green Racing                            | Dallara | 26  | Marco Andretti       | Todas            |
| Andretti Green Racing                            | Dallara | 27  | Dario Franchitti     | Todas            |
| Andretti Green Racing                            | Dallara | 39  | Michael Andretti     | 5                |
| Chastain Motorsports                             | Panoz   | 77  | Roberto Moreno       | 5                |
| CURB/Agajanian/Beck Motorsports                  | Dallara | 98  | Alex Barron          | 1, 4–5           |
| Delphi Panther Racing Super Aguri Panther Racing | Dallara | 4   | Vítor Meira          | Todas            |
| Delphi Panther Racing Super Aguri Panther Racing | Dallara | 33  | John Andretti        | 5                |
| Delphi Panther Racing Super Aguri Panther Racing | Dallara | 55  | Kosuke Matsuura      | Todas            |
| Delphi Panther Racing Super Aguri Panther Racing | Dallara | 60  | Hideki Mutoh (R)     | 17               |
| Dreyer & Reinbold Racing                         | Dallara | 5   | Sarah Fisher         | Todas            |
| Dreyer & Reinbold Racing                         | Dallara | 15  | Buddy Rice           | Todas            |
| Dreyer & Reinbold Racing                         | Dallara | 24  | Roger Yasukawa       | 5                |
| Hemelgarn Racing                                 | Dallara | 91  | Richie Hearn         | 5                |
| Luczo-Dragon Racing                              | Dallara | 12  | Ryan Briscoe         | 5                |
| PDM Racing                                       | Panoz   | 18  | Jimmy Kite           | 5                |
| Playa Del Racing                                 | Panoz   | 21  | Jaques Lazier        | 5                |
| Playa Del Racing                                 | Panoz   | 31  | Phil Giebler (R)     | 5                |
| Racing Professionals                             | Dallara | 19  | Jon Herb             | 5, 7, 13         |
| Rahal Letterman Racing                           | Dallara | 8   | Scott Sharp          | Todas            |
| Rahal Letterman Racing                           | Dallara | 17  | Jeff Simmons         | 1–11             |
| Rahal Letterman Racing                           | Dallara | 17  | Ryan Hunter-Reay (R) | 12–17            |
| Roth Racing                                      | Dallara | 25  | Marty Roth           | 1, 4–5, 17       |
| Roth Racing                                      | Dallara | 76  | P. J. Chesson        | 17               |
| Sam Schmidt Motorsports                          | Dallara | 99  | Buddy Lazier         | 5                |
| SAMAX Motorsport                                 | Dallara | 23  | Milka Duno (R)       | 4–5, 7–9, 13, 17 |
| Target Chip Ganassi Racing                       | Dallara | 9   | Scott Dixon          | Todas            |
| Target Chip Ganassi Racing                       | Dallara | 10  | Dan Wheldon          | Todas            |
| Team Leader/Dollander Racing                     | Dallara | 40  | P. J. Jones          | 5                |
| Team Penske                                      | Dallara | 3   | Hélio Castroneves    | Todas            |
| Team Penske                                      | Dallara | 6   | Sam Hornish Jr.      | Todas            |
| Vision Racing                                    | Dallara | 02  | Davey Hamilton       | 5                |
| Vision Racing                                    | Dallara | 2   | Tomas Scheckter      | Todas            |
| Vision Racing                                    | Dallara | 20  | Ed Carpenter         | Todas            |
| Vision Racing                                    | Dallara | 22  | A. J. Foyt IV        | Todas            |

## Resultados por carrera
| Ronda | Fecha           | Carrera                                                    | Pista                           | Localización            | Pole position     | Vuelta rápida     | Más vueltas lideradas | Ganador           |
| ----- | --------------- | ---------------------------------------------------------- | ------------------------------- | ----------------------- | ----------------- | ----------------- | --------------------- | ----------------- |
| 1     | 24 de marzo     | XM Satellite Radio Indy 300                                | Homestead-Miami Speedway        | Homestead, Florida      | Dan Wheldon       | Dan Wheldon       | Dan Wheldon           | Dan Wheldon       |
| 2     | 1 de abril      | Honda Grand Prix of St. Petersburg                         | Streets of St. Petersburg       | St. Petersburg, Florida | Hélio Castroneves | Marco Andretti    | Hélio Castroneves     | Hélio Castroneves |
| 3     | 21 de abril     | Indy Japan 300                                             | Twin Ring Motegi                | Motegi, Japón           | Hélio Castroneves | Hélio Castroneves | Dan Wheldon           | Tony Kanaan       |
| 4     | 29 de abril     | Kansas Lottery Indy 300                                    | Kansas Speedway                 | Kansas City, Kansas     | Tony Kanaan       | Dan Wheldon       | Dan Wheldon           | Dan Wheldon       |
| 5     | 27 de mayo      | 91st Indianapolis 500                                      | Indianapolis Motor Speedway     | Speedway, Indiana       | Hélio Castroneves | Tony Kanaan       | Tony Kanaan           | Dario Franchitti  |
| 6     | 3 de junio      | ABC Supply Company A.J. Foyt 225                           | The Milwaukee Mile              | West Allis, Wisconsin   | Hélio Castroneves | Dan Wheldon       | Hélio Castroneves     | Tony Kanaan       |
| 7     | 9 de junio      | Bombardier Learjet 550                                     | Texas Motor Speedway            | Fort Worth, Texas       | Scott Sharp       | Marco Andretti    | Sam Hornish Jr.       | Sam Hornish Jr.   |
| 8     | 24 de junio     | Iowa Corn Indy 250 presented by Ethanol                    | Iowa Speedway                   | Newton, Iowa            | Scott Dixon       | Hélio Castroneves | Dario Franchitti      | Dario Franchitti  |
| 9     | 30 de junio     | SunTrust Indy Challenge presented by XM Satellite Radio    | Richmond International Raceway  | Richmond, Virginia      | Dario Franchitti  | Dan Wheldon       | Dario Franchitti      | Dario Franchitti  |
| 10    | 8 de julio      | Camping World Watkins Glen Grand Prix                      | Watkins Glen International      | Watkins Glen, New York  | Hélio Castroneves | Dario Franchitti  | Scott Dixon           | Scott Dixon       |
| 11    | 15 de julio     | Firestone Indy 200                                         | Nashville Superspeedway         | Lebanon, Tennessee      | Scott Dixon       | Dan Wheldon       | Scott Dixon           | Scott Dixon       |
| 12    | 22 de julio     | The Honda 200 at Mid-Ohio presented by Westfield Insurance | Mid-Ohio Sports Car Course      | Lexington, Ohio         | Hélio Castroneves | Dario Franchitti  | Hélio Castroneves     | Scott Dixon       |
| 13    | 5 de agosto     | Firestone Indy 400                                         | Michigan International Speedway | Brooklyn, Michigan      | Dario Franchitti  | Danica Patrick    | Dario Franchitti      | Tony Kanaan       |
| 14    | 11 de agosto    | Meijer Indy 300 presented by Coca-Cola and Edy's           | Kentucky Speedway               | Sparta, Kentucky        | Tony Kanaan       | Dan Wheldon       | Tony Kanaan           | Tony Kanaan       |
| 15    | 26 de agosto    | Motorola Indy 300                                          | Infineon Raceway                | Sonoma, California      | Dario Franchitti  | Tony Kanaan       | Dario Franchitti      | Scott Dixon       |
| 16    | 2 de septiembre | Detroit Indy Grand Prix presented by Firestone             | Circuito callejero de Detroit   | Detroit, Míchigan       | Hélio Castroneves | Dario Franchitti  | Dario Franchitti      | Tony Kanaan       |
| 17    | 9 de septiembre | Peak Antifreeze Indy 300 presented by Mr. Clean            | Chicagoland Speedway            | Joliet, Illinois        | Dario Franchitti  | Hideki Mutoh      | Sam Hornish Jr.       | Dario Franchitti  |

     Óvalo
     Circuito/Circuito Callejero

## Desarrollo de la temporada

### Anuncios para la temporada
- 2 de agosto de 2006 - Sería el primer evento en el Iowa Speedway celebrándose el 24 de junio de 2007.
- 10 de agosto de 2006 - Milwaukee que se ubicaba en el calendario a finales de mayo voluntariamente se pasa a julio ya que el siguiente fin de semana era la Indy 500.
- 17 de agosto de 2006 - Se programa Texas (9 de junio) y Kentucky el (11 de agosto). Kentucky cambia a una carrera nocturna.
- 19 de septiembre de 2006 - Se programa Kansas para el (29 de abril) y Watkins Glen el (8 de julio). Kansas se convertirá en la última carrera antes de la Indy 500. El cambio se hizo para evitar la humedad de julio y las altas temperaturas.
- 20 de septiembre de 2006 - Se programa Richmond para el (30 de junio).
- 21 de septiembre de 2006 - El Chicagoland Speedway para el (9 de septiembre). Servirá como el final de temporada.
- 25 de septiembre de 2006 - Twin Ring Motegi el (21 de abril).
- 27 de septiembre de 2006 - Homestead (24 de marzo). La carrera se cambió a una carrera de sábado por la noche.
- La carrera en el Michigan International Speedway se trasladó en la última semana de julio, hasta una semana o una semana después. Esto se debe a la competición del Allstate 400 de Brickyard pasándose de la primera semana de agosto y en el último fin de semana en julio.
- Un rumor sobre irllive.com sugirió en su momento una posible carrera para el 5 de agosto en Montreal en el circuito Gilles Villeneuve. El 20 de septiembre, el presidernte de la IndyCar Series Brian Barnhar,t anunció que sería en carrera en esa fecha, pero no dio más detalles. Esa fecha sería una Serie Busch de NASCAR sucesos combinados. Sin embargo, el 27 de septiembre, el evento fue reportado como poco probable. En su lugar, la liga puso la carrera en el circuito de Mid-Ohio.
- 29 de septiembre de 2006 - El Gran Premio de Detroit en Belle Isle se celebró el 2 de septiembre.
- 12 de octubre de 2006 - Mid-Ohio el (22 de julio) y de Sonoma el (26 de agosto).
- Después inicialmente un acuerdo en principio con una fecha el 22 de julio, la IRL y el Michigan International Speedway fue reprogramada dicho evento de 2007 del 5 de agosto con el fin de adaptarse a los nuevos escenarios. El anuncio finalizó el calendario de la IndyCar 2007.
- El 8 de diciembre de 2006, el IRL anunció que el 9 de junio de 2007 la carrera en el Texas Motor Speedway se alargaría a 550 kilómetros (228 millas laps/342).
- El 14 de diciembre de 2006 se anunció la marca Sports Marketing, una empresa de Dallas, que en coordinación con IndyCar Series, se discutió para agregar otra carrera para el calendario 2007. Una carrera que no sería puntuable, siendo una carrera de exhibición en las calles de Biloxi, Misisipi, encontrándose en una etapa de planificación para septiembre u octubre de 2007 como un esfuerzo para revitalizar los sucesos sobre el desatrew causado por el huracán Katrina y sus estragos en el Golfo. La carrera iba a ser el primer paso en lo que se planea construir una pista ovalada en la zona en 2009.

### Cambios en los equipos y pilotos
- Danica Patrick pasó de Rahal Letterman Racing a Andretti Green Racing.
- Buddy Rice dejó Rahal Letterman Racing y corrió un evento de cierre de la Champ Car, dicha serie se corrió en la ciudad de México el 12 de noviembre de 2006, para el Equipo Forsythe. Posteriormente, firmó a tiempo completo para Dreyer & Reinbold Racing.
- Kosuke Matsuura, pasó de Super Aguri Fernández Racing para Panther Racing, junto con la marca Super Aguri que se mudaba su asociación a Panther Racing.
- Scott Sharp cambia de Delphi Fernández Racing con Rahal Letterman Racing.
- A.J. Foyt Racing firma a Darren Manning para una operación de un solo coche.
- Dario Franchitti fue confirmado para Andretti Green Racing, tanto en la IndyCar Series y la ALMS.
- Vision Racing firma a A.J. Foyt IV como su tercer piloto.
- Sarah Fisher corrió con Dreyer & Reinbold Racing para un tiempo de viaje completo.
- Michael Andretti anunció que iba a competir en la Indy 2007 500 en su propio equipo.
- ACERA / Agajanian / Motorsports Beck corrió en la apertura de la temporada en Homestead, Kansas, y la Indy 500 con el piloto de Alex Barron (Piloto).
- La venezolanaMilka Duno firmó para competir en diez carreras, incluyendo Indianápolis, para SAMAX Motorsports en 2007. El 6 de agosto de 2007, Duno fue puesta en libertad condicional por el jefe Stewart, Brian Barnhart. Ella tendría que mejorar sus habilidades antes para haber competido en otro evento.
- El 19 de julio de 2007 se anunció que Ryan Hunter-Reay sustituiría a Jeff Simmons para el Rahal Letterman Racing.
- El 21 de julio de 2007 se anunció que el Japonés Hideki Mutoh participaría en la última competencia de la temporada de la Serie IndyCar en Chicago como el tercer coche de Panther Racing.
- El 21 de agosto de 2007 se anunció que PJ Chesson y Marty Roth se ejecutarían la última carrera de la temporada de la Serie IndyCar en Chicagoland.

### Cambios reglamentarios
- Todos los coches utilizarían un combustible mezcla 100% con etanol. En la temporada 2006, los coches utilizaron un 90% -10% de mezcla de metanol y etanol. Desde 1965 al 2005, los coches de Indy del comité los campeonatos de la USAC, CART e IRL utilizaban una mezcla de metanol 100%.
- Los equipos utilizan motores de 3,5 litros en la aceleración. En el período 2004 al 2006, la IndyCar Series utiliza los motores 3.0 L. En el período 2000-2003, la Serie IndyCar también se venía utilizando los motores de 3.5 litros. El aumento de la aceleración fue para contrarrestar la pérdida de potencia esperada como resultado en el cambio a un combustible de etanol con unas mezcla al 100%.
- Las pilas de combustible en los automóviles se redujo de 30 a 22 galones para contrarrestar el kilometraje mejorado experimentados por el etanol.
- Todos los coches llevan una luz de seguridad montada atrás, para ser controlada por los funcionarios de carrera.
- En los óvalos cortos y circuitos, Los alerones delanteros se pueden fijar en cualquier ángulo entre 5 negativos y positivos de 5° grados.
- Las sesiones de calentamiento para la práctica se han eliminado. Como resultado, las sesiones de la clasificaciones se extenderá por 15 minutos.
- Si las calificaciones son cancelados en el evento (ya sea cuestiones de seguridad como es el factor climático, accidente etc), las posiciones de salida se basarán en las posiciones del campeonato. En temporadas anteriores, las mayores velocidades práctica se habáin utilizado a dicha aplicación de esta párametro.
- Los funcionarios de la serie tendrán la facultad discrecional de determinar la condición de novato de cualquier conductor, independientemente del número de carreras que haya iniciado en temporadas anteriores.
- Los equipos de la IndyCar Series que participan en el Indy Pro Series pueden ganar días de pruebas de bonificación para el calendario 2007. Los bono de los días de prueba serán otorgados después de la participación en eventos tipo IPS designados en 2007, y son compartidas por la Serie IndyCar el piloto del equipo y la IPS. Pueden llevarse a cabo en cualquier lugar de la Serie IndyCar, excepto Indianápolis o Mid Ohio.

## Clasificaciones
| Pos. | Piloto            | HMS | STP | MOT | KAN | INDY | MIL | TXS | IOW | RIR | WGL | NSH | MDO | MIS | KTY | SNM | DET | CHI | Puntos |
| ---- | ----------------- | --- | --- | --- | --- | ---- | --- | --- | --- | --- | --- | --- | --- | --- | --- | --- | --- | --- | ------ |
| 1    | Dario Franchitti  | 7   | 5   | 3   | 2   | 1    | 2   | 4   | 1*  | 1*  | 3   | 2   | 2   | 13* | 8   | 3*  | 6*  | 1   | 637    |
| 2    | Scott Dixon       | 2   | 2   | 4   | 4   | 2    | 4   | 12  | 10  | 2   | 1*  | 1*  | 1   | 10  | 2   | 1   | 8   | 2   | 624    |
| 3    | Tony Kanaan       | 5   | 3   | 1   | 15  | 12*  | 1   | 2   | 16  | 4   | 4   | 18  | 4   | 1   | 1*  | 4   | 1   | 6   | 576    |
| 4    | Dan Wheldon       | 1*  | 9   | 2*  | 1*  | 22   | 3   | 15  | 11  | 3   | 7   | 8   | 10  | 12  | 17  | 7   | 3   | 13  | 466    |
| 5    | Sam Hornish Jr.   | 3   | 7   | 5   | 6   | 4    | 9   | 1*  | 14  | 15  | 2   | 4   | 14  | 9   | 18  | 5   | 12  | 3*  | 465    |
| 6    | Hélio Castroneves | 9   | 1*  | 7   | 3   | 3    | 16* | 16  | 8   | 11  | 18  | 6   | 3*  | 17  | 9   | 2   | 14  | 4   | 446    |
| 7    | Danica Patrick    | 14  | 8   | 11  | 7   | 8    | 8   | 3   | 13  | 6   | 11  | 3   | 5   | 7   | 16  | 6   | 2   | 11  | 424    |
| 8    | Scott Sharp       | 12  | 11  | 6   | 13  | 6    | 6   | 7   | 3   | 8   | 14  | 7   | 11  | 3   | 6   | 14  | 11  | 5   | 412    |
| 9    | Buddy Rice        | 10  | 10  | 10  | 20  | 25   | 18  | 8   | 4   | 5   | 6   | 17  | 8   | 5   | 12  | 11  | 7   | 9   | 360    |
| 10   | Tomas Scheckter   | 8   | 6   | 9   | 5   | 7    | 17  | 14  | 19  | 7   | 13  | 11  | 9   | 11  | 5   | 8   | 13  | 20  | 357    |
| 11   | Marco Andretti    | 20  | 4   | 16  | 19  | 24   | 15  | 19  | 2   | 12  | 5   | 5   | 18  | 2   | 4   | 16  | 17  | 22  | 350    |
| 12   | Vítor Meira       | 4   | 16  | 17  | 8   | 10   | 5   | 5   | 9   | 9   | 17  | 10  | 17  | 18  | 10  | 9   | 15  | 18  | 334    |
| 13   | Darren Manning    | 13  | 12  | 12  | 11  | 20   | 11  | 13  | 5   | 14  | 9   | 9   | 6   | 15  | 13  | 12  | 4   | 21  | 332    |
| 14   | A. J. Foyt IV     | 18  | 13  | 13  | 9   | 14   | 13  | 17  | 12  | 13  | 15  | 12  | 13  | 8   | 3   | 15  | 9   | 10  | 315    |
| 15   | Ed Carpenter      | 6   | 18  | 15  | 17  | 17   | 7   | 18  | 6   | 10  | 12  | 13  | 16  | 14  | 7   | 13  | 10  | 16  | 309    |
| 16   | Kosuke Matsuura   | 16  | 17  | 18  | 18  | 16   | 11  | 9   | 15  | 17  | 8   | 16  | 12  | 4   | 11  | 10  | 5   | 17  | 303    |
| 17   | Sarah Fisher      | 11  | 15  | 14  | 12  | 18   | 14  | 10  | 7   | 16  | 16  | 15  | 15  | 16  | 14  | 17  | 16  | 12  | 275    |
| 18   | Jeff Simmons      | 17  | 14  | 8   | 10  | 11   | 10  | 6   | 17  | 18  | 10  | 14  |     |     |     |     |     |     | 201    |
| 19   | Ryan Hunter-Reay  |     |     |     |     |      |     |     |     |     |     |     | 7   | 6   | 15  | 18  | 18  | 7   | 119    |
| 20   | Milka Duno        |     |     |     | 14  | 31   |     | 11  | 18  | 19  |     |     |     | 19  |     |     |     | 15  | 96     |
| 21   | Marty Roth        | 15  |     |     | 21  | 28   |     |     |     |     |     |     |     |     |     |     |     | 14  | 53     |
| 22   | Alex Barron       | 19  |     |     | 16  | 15   |     |     |     |     |     |     |     |     |     |     |     |     | 41     |
| 23   | Jon Herb          |     |     |     |     | 32   |     | 20  |     |     |     |     |     | 20  |     |     |     |     | 34     |
| 24   | Ryan Briscoe      |     |     |     |     | 5    |     |     |     |     |     |     |     |     |     |     |     |     | 30     |
| 25   | Hideki Mutoh      |     |     |     |     |      |     |     |     |     |     |     |     |     |     |     |     | 8   | 24     |
| 26   | Davey Hamilton    |     |     |     |     | 9    |     |     |     |     |     |     |     |     |     |     |     |     | 22     |
| 27   | Michael Andretti  |     |     |     |     | 13   |     |     |     |     |     |     |     |     |     |     |     |     | 17     |
| 28   | P. J. Chesson     |     |     |     |     |      |     |     |     |     |     |     |     |     |     |     |     | 19  | 12     |
| 29   | Buddy Lazier      |     |     |     |     | 19   |     |     |     |     |     |     |     |     |     |     |     |     | 12     |
| 30   | Roger Yasukawa    |     |     |     |     | 21   |     |     |     |     |     |     |     |     |     |     |     |     | 12     |
| 31   | Richie Hearn      |     |     |     |     | 23   |     |     |     |     |     |     |     |     |     |     |     |     | 12     |
| 32   | Al Unser Jr.      |     |     |     |     | 26   |     |     |     |     |     |     |     |     |     |     |     |     | 10     |
| 33   | Jaques Lazier     |     |     |     |     | 27   |     |     |     |     |     |     |     |     |     |     |     |     | 10     |
| 34   | Phil Giebler      |     |     |     |     | 29   |     |     |     |     |     |     |     |     |     |     |     |     | 10     |
| 35   | John Andretti     |     |     |     |     | 30   |     |     |     |     |     |     |     |     |     |     |     |     | 10     |
| 36   | Roberto Moreno    |     |     |     |     | 33   |     |     |     |     |     |     |     |     |     |     |     |     | 10     |
|      | P. J. Jones       |     |     |     |     | DNQ  |     |     |     |     |     |     |     |     |     |     |     |     | 0      |
|      | Jimmy Kite        |     |     |     |     | DNQ  |     |     |     |     |     |     |     |     |     |     |     |     | 0      |
| Pos. | Piloto            | HMS | STP | MOT | KAN | INDY | MIL | TXS | IOW | RIR | WGL | NSH | MDO | MIS | KTY | SNM | DET | CHI | Puntos |

| Color       | Resultados                          |
| ----------- | ----------------------------------- |
| Oro         | Ganador                             |
| Plata       | 2.º lugar                           |
| Bronce      | 3.er. Lugar                         |
| Verde       | 4.º. & 5.º puesto                   |
| Azul Claro  | 6.º-10.º puesto                     |
| Azul Oscuro | Finished (Outside Top 10)           |
| Púrpura     | No acabó la carrera (Ret)           |
| Rojo        | No calificó (DNQ)                   |
| Café        | Retiro (Wth)                        |
| Negro       | Descalificado (DSQ)                 |
| White       | No Arrancó (DNS)                    |
| Blanca      | Sin participación participate (DNP) |
| Blanca      | No participó                        |

| In-line notation |                                                                 |
| Bold             | Pole position                                                   |
| Italics          | Corrió la vuelta más rápida en carrera                          |
| *                | Mayor número de vueltas lideradas en una competencia (2 puntos) |
| Novato del Año   |                                                                 |
| Novato           |                                                                 |

| Color       | Resultados                          |
| ----------- | ----------------------------------- |
| Oro         | Ganador                             |
| Plata       | 2.º lugar                           |
| Bronce      | 3.er. Lugar                         |
| Verde       | 4.º. & 5.º puesto                   |
| Azul Claro  | 6.º-10.º puesto                     |
| Azul Oscuro | Finished (Outside Top 10)           |
| Púrpura     | No acabó la carrera (Ret)           |
| Rojo        | No calificó (DNQ)                   |
| Café        | Retiro (Wth)                        |
| Negro       | Descalificado (DSQ)                 |
| White       | No Arrancó (DNS)                    |
| Blanca      | Sin participación participate (DNP) |
| Blanca      | No participó                        |

| In-line notation |                                                                 |
| Bold             | Pole position                                                   |
| Italics          | Corrió la vuelta más rápida en carrera                          |
| *                | Mayor número de vueltas lideradas en una competencia (2 puntos) |
| Novato del Año   |                                                                 |
| Novato           |                                                                 |

En cada carrera, se otorgan puntos a los conductores sobre las siguientes puntuaciones:
| Posiciones | 1  | 2  | 3  | 4  | 5  | 6  | 7  | 8  | 9  | 10 | 11 | 12 | 13 | 14 | 15 | 16 | 17 | 18 | 19 | 20 | 21 | 22 | 23 | 24 | 25 | 26 | 27 | 28 | 29 | 30 | 31 | 32 | 33 |
| ---------- | -- | -- | -- | -- | -- | -- | -- | -- | -- | -- | -- | -- | -- | -- | -- | -- | -- | -- | -- | -- | -- | -- | -- | -- | -- | -- | -- | -- | -- | -- | -- | -- | -- |
| Puntos     | 50 | 40 | 35 | 32 | 30 | 28 | 26 | 24 | 22 | 20 | 19 | 18 | 17 | 16 | 15 | 14 | 13 | 12 | 12 | 12 | 12 | 12 | 12 | 12 | 10 | 10 | 10 | 10 | 10 | 10 | 10 | 10 | 10 |

- Los empates en puntos se puede llegar a desempatar por el número de victorias, seguido en el orden por el número de 2.os lugares, 3.os lugares, etc., y luego por el número de pole positions, seguido de un número de veces haber calificado segundo, etc.